# 카팔르차르슈

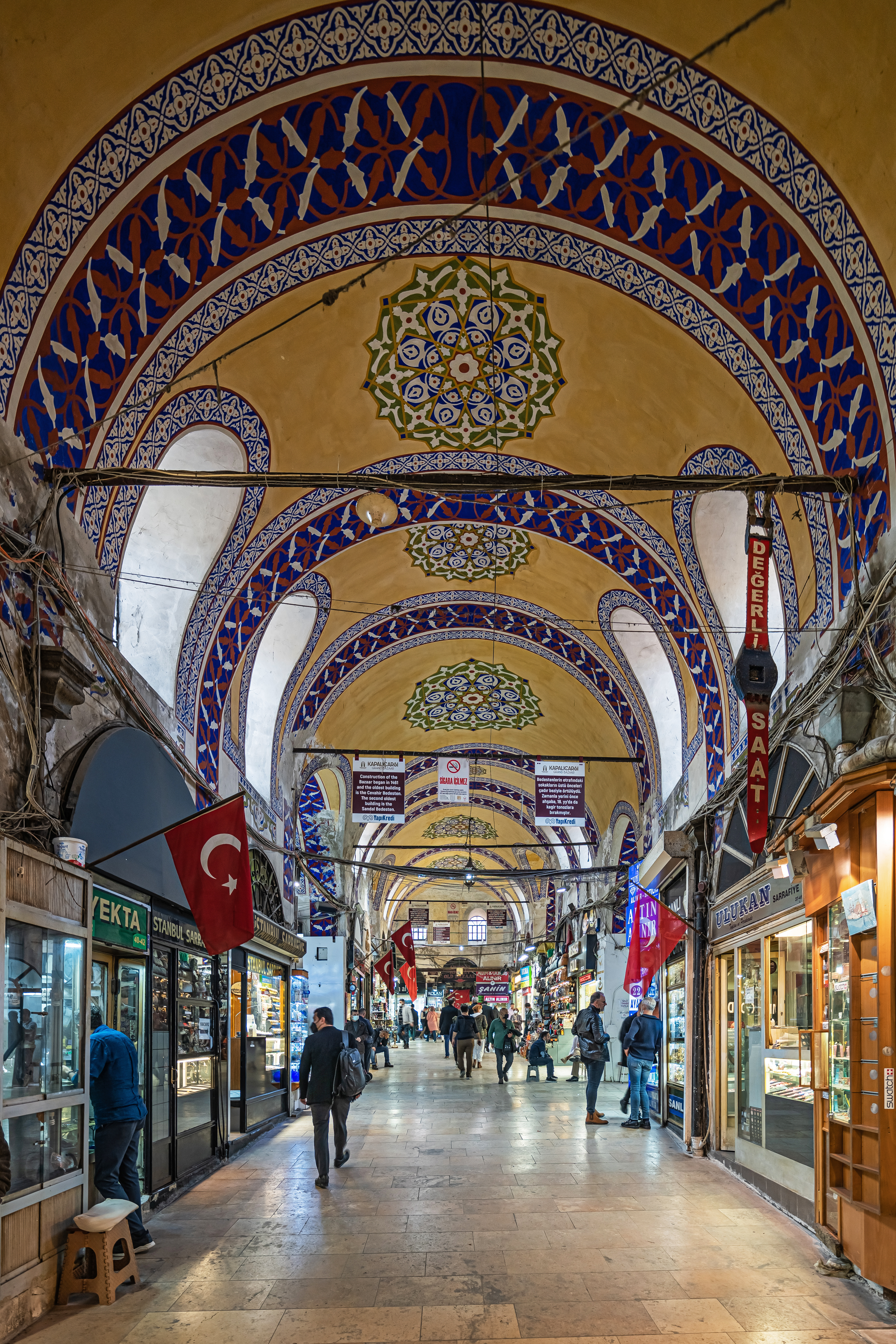
카팔르차르슈

카팔르차르슈(튀르키예어: Kapalıçarşı, 영어: Grand Bazaar)는 터키 이스탄불에 있는 바자르이다. 1,200여개의 가게가 모여 있고 매일 250,000명에서 400,000명의 관광객이 이 곳을 찾는다. 2014년에는 약 91,250,000명 관광객이 방문해 세계에서 가장 많은 관광객이 찾는 관광명소에 리스트를 올렸다. 카팔르차르슈는 세계에서 가장 오래된 쇼핑몰 중 하나로 인정받는다.

## 위치
카팔르차르슈는 이스탄불의 테오도시우스 성벽 안에 위치해있으며, 행정구역 상 파티흐에 있다. 베야지트 모스크와 누루오스마니예 모스크 사이에 동서로 길게 뻗어있다. 대중교통으로 가기 위해서는 이스탄불 트램 베야지트-카팔르차르슈역에서 하차하면 된다.

## 현재
오늘날에도 카팔르차르슈에는 26,000여 명이 근무하고 있다.

## 미디어
- EBS 1TV : 《세계테마기행》 - 극한 겨울, 터키 편에 소개됨.

## 갤러리

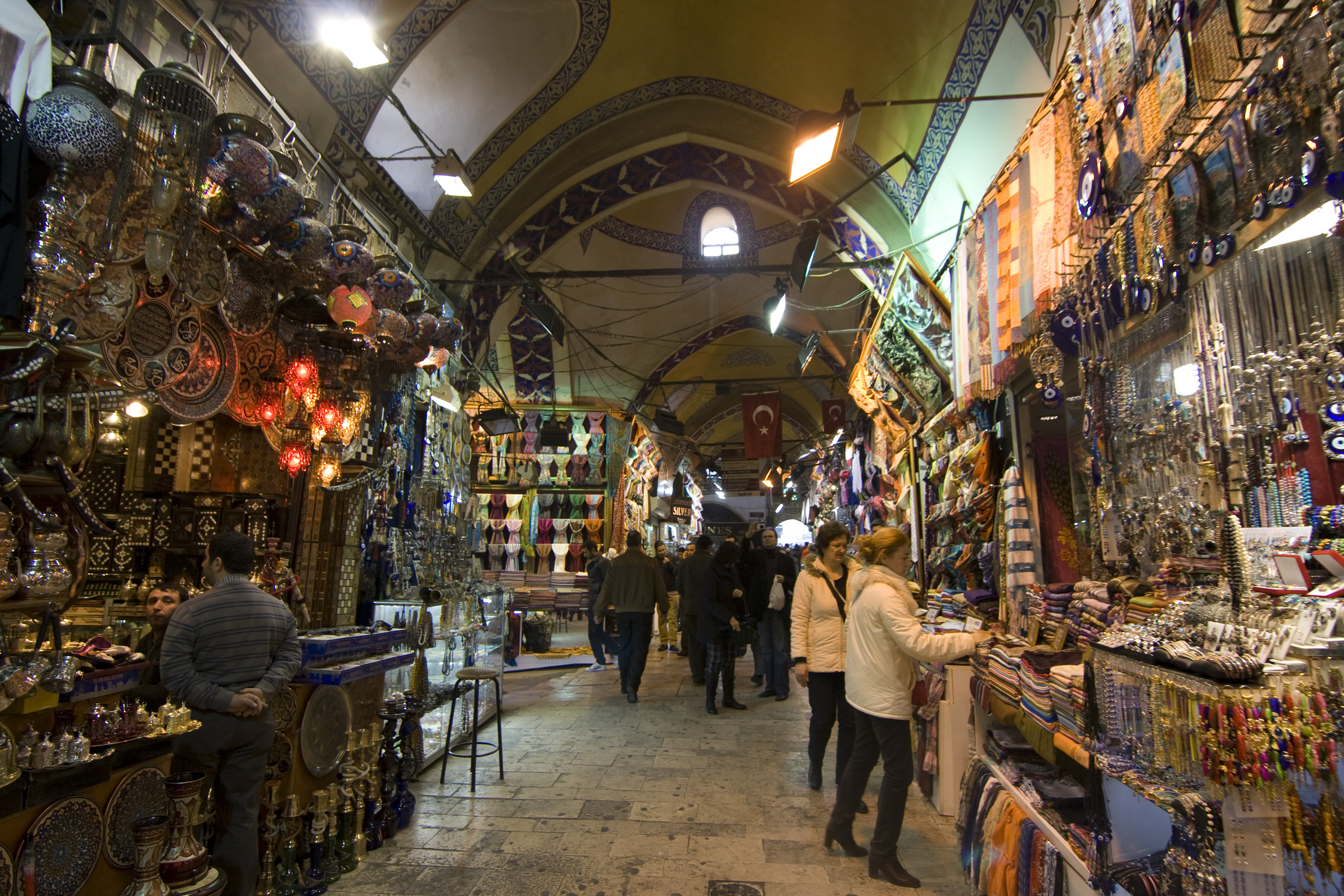
2013년 1월 카팔르차르슈
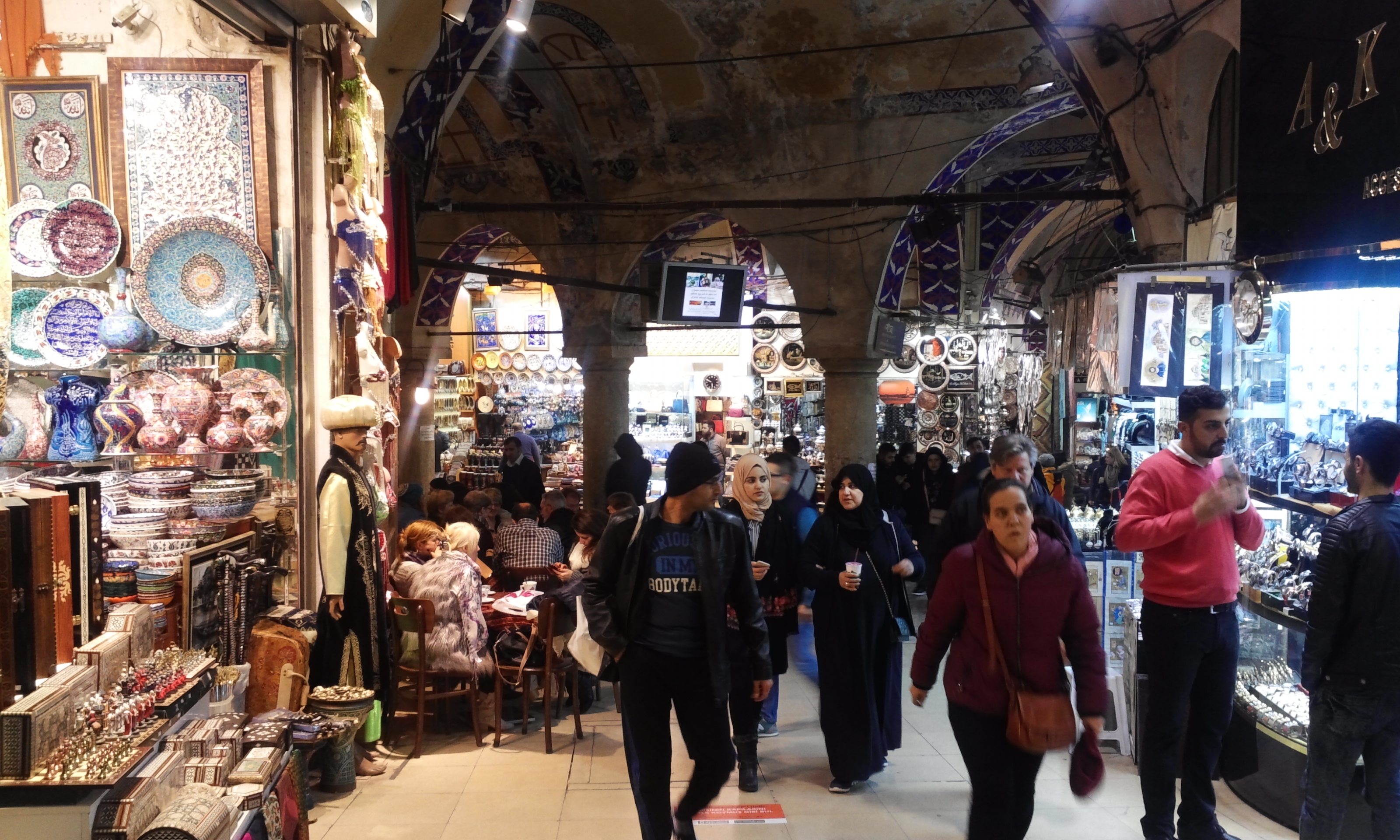
2015년 1월 카팔르차르슈
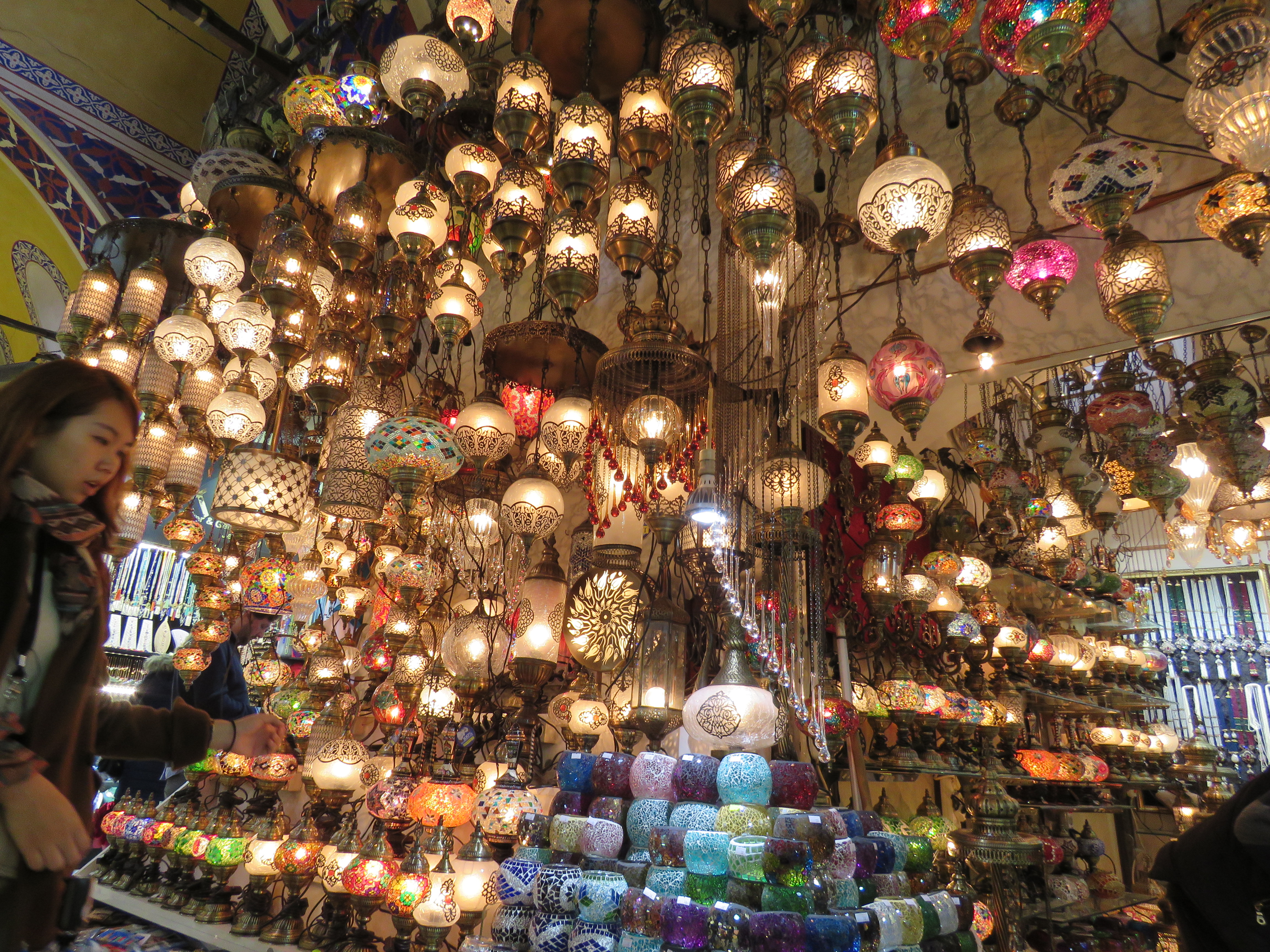
카팔르차르슈의 등기구의 진열 모습

## 같이 보기
- 아케이드 (건축)
- 타브리즈 바자르
- 바자르
- 상인
- 행상
- 소매 (상업)
- 수크